# Thomas Eriksson (friidrottare)
Thomas Eriksson, född 1 maj 1963, är en svensk ortopedspecialist och tidigare friidrottare (höjdhopp, längdhopp, tresteg och tiokamp). Han tävlade för Arbrå IK, Turebergs IF och Enköpings Al. Han utsågs 1985 till Stor grabb nummer 354 i friidrott. Han var 2009–2010 landslagsläkare i Svenska friidrottslandslaget.
Som landslagsläkare har Eriksson påtalat "skadeeländet" inom svensk friidrott på grund av alltför hård träning, och metoden att ge smärtstillande för att bedöva lokala frakturer. Han kritiserades  2013 av Socialstyrelsen för en symptomdämpande behandling för en höjdhoppare som utfördes under hans tid som landslagsläkare.
Som ortoped har Eriksson uppmärksammats för utförande och utveckling av höftartroskopi, höftoperationer med ”titthålsmetoden”.

## Idrottskarriär

### Höjdhopp
Den 18 september 1982 i Taipei förbättrade Thomas Eriksson Patrik Sjöbergs svenska rekord 2,26 med en centimeter. Patrik återtog dock rekordet påföljande år.
Eriksson deltog vid OS 1984 men blev oplacerad i höjdhopp på 2,21. 1989 vann han inomhus-SM i höjd på 2,20. 1990 och 1991 vann han SM i höjd, med resultaten 2,25 resp 2,18.

### Längdhopp
1985 vann Thomas Eriksson sitt första SM-tecken i längdhopp, med resultatet 7,52. Han tävlade då för Arbrå IK. 1989 och 1990 vann han ytterligare två SM-guld i längd, med 7,65 resp. 7,67.

### Tresteg
1984 vann han SM i tresteg, på 16,51 (sannolikt medvindshopp - se nedan). Han deltog vid OS detta år men blev oplacerad i tresteg på 15,97.
Den 4 maj 1986 förbättrade Thomas Eriksson Arne Holms svenska rekord från 1985 med ett hopp på 16,43. Han förlorade rekordet till Holm senare samma år.
1989 vann Eriksson inomhus-SM i tresteg med 16,28.

### Personliga rekord
- Höjd - 2,32 (Austin, Texas, 1983)
- Längd - 7,81
- Tresteg - 16,43
- Tiokamp - 8 025 p (Tartu, Estland, 1989)

### Främsta meriter
Thomas Eriksson var svensk rekordhållare i höjdhopp åren 1982 till 1983. 
Han vann utomhus-SM i höjdhopp (två st), längdhopp (tre) och trestegshopp (ett). Han vann även två inomhus-SM (ett i höjd och ett i tresteg).

## Familj
Thomas Eriksson är son till Per Eriksson, som också är Stor grabb.